# 凌晨3點（煞車）
《凌晨3點（煞車）》（英語：3AM (Pull Up)）是英國歌手兼作曲人酷娃恰莉為了她的混音帶《第1名天使》(2017年) 而錄製的歌曲。 歌曲由丹麥歌手兼作曲人茉兒客串。 歌曲在樂評間獲得好評，其中有些人認為這首歌是混音帶的一大亮點。

## 作曲
《凌晨3點（煞車）》被形容成有活力的合成器流行及熱帶浩室歌曲。 根據Pitchfork表示，歌詞的內容含括了整個情緒起伏的變化。 《滾石》 表示歌詞描述一段「糟糕到好笑的關係帶來的陣痛。」 歌曲中也帶出了恰莉在關係上試著保持「後退」的男性， 同時抱怨著被戲稱作「booty call」的不滿。

## 發行
《凌晨3點（煞車）》是在《第1名天使》發行前，3首被恰莉公開分享的歌曲之一（另外兩首是《唇蜜》和《夢想家》。）

## 樂評要點
《凌晨3點（煞車）》在樂評家普遍獲得好評。《告示牌》稱歌曲是「混音帶一大亮點，」並稱讚茉兒在歌曲中的客串部分。 《新音樂快遞》稱歌曲「充滿樂趣。」 

## 榜單
儘管並沒有作為單曲發行，歌曲依舊在New Zealand Heatseekers榜單上排行第9。
| 榜單（2017年）                                      | 最高 排行 |
| --------------------------------------------------- | --------- |
| New Zealand Heatseekers Albums (紐西蘭唱片音樂協會) | 9         |